# 뉘른베르크의 명가수

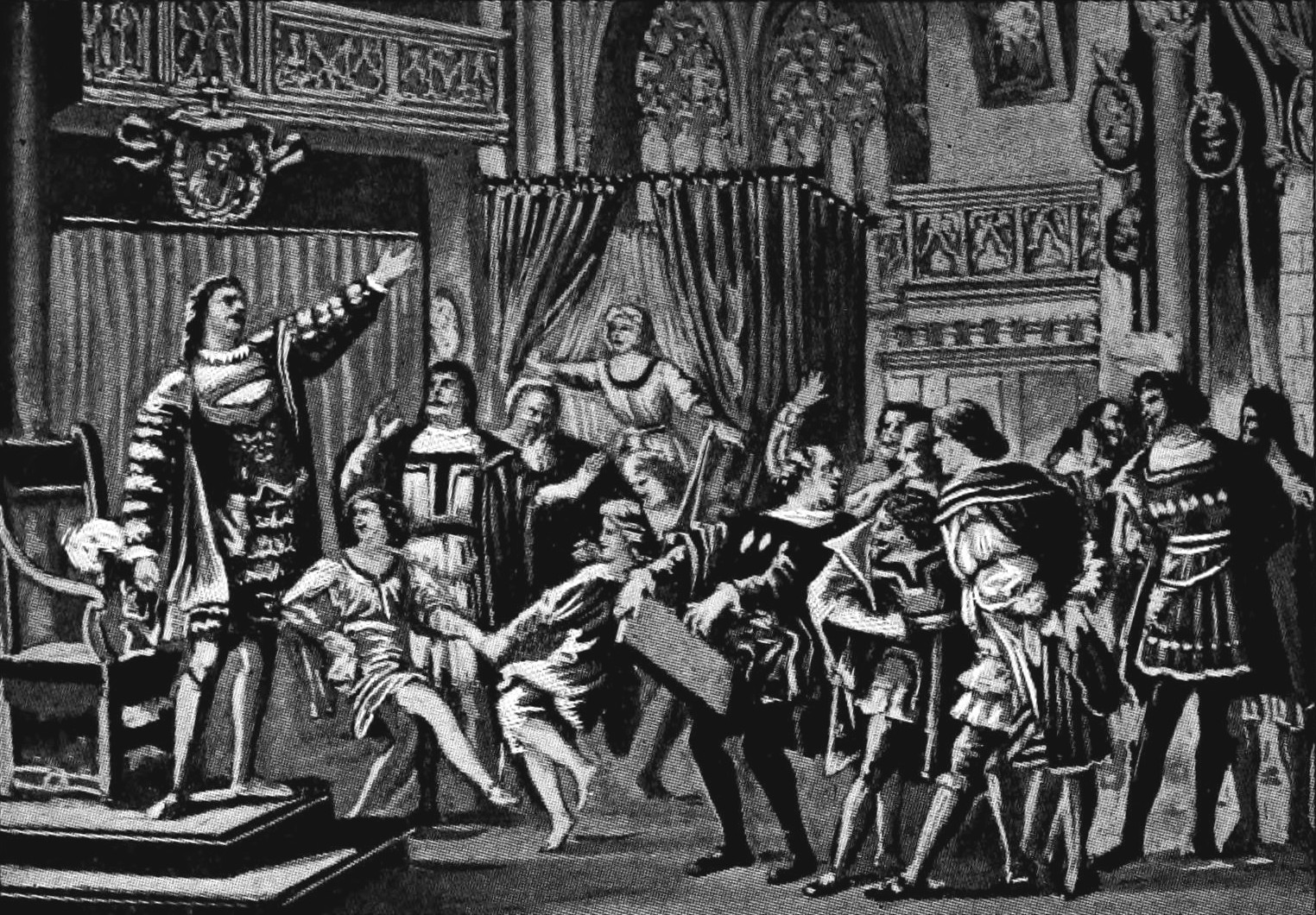

뉘른베르크의 명가수들 또는 뉘른베르크의 마이스터징어들(독일어: Die Meistersinger von Nürnberg, WWV 96)은 리하르트 바그너가 작곡하고 대본을 작성한 3막의 오페라이다. 1868년 6월 21일 뮌헨의 궁정 오페라에서 한스 폰 뷜로의 지휘로 초연되었다.
바그너의 대부분의 오페라가 비극이지만, 뉘른베르크의 명가수는 희극에 가까우며, 내용도 환타지가 아니고 구체적인 시대와 공간을 갖는 작품이다. 연주시간은 적어도 4시간 30분 이상이 걸리는, 단일 작품으로는 가장 긴 작품이다.
줄거리는 16세기 중반 뉘른베르크에서 일어났던 이야기를 다룬다. 그 당시 뉘른베르크는 자유 도시로 북유럽 르네상스의 중심지 중 하나였다. 마이스터징어는 수공업에 종사하는 장인들로서 예술을 사랑하고 노래를 전통적인 형식으로 계승하던 사람들이었다. 기사 슈톨칭이 에바와 사랑에 빠지는데, 에바의 아버지 포그너는 다음날인 성 요한 축일에 열리는 마이스터징어 노래대회 우승자에게 전 재산과 딸인 에바를 주기로 했다. 슈톨칭은 사랑하는 에바를 얻기 위해 고군분투한다는 내용이다.
음악과 예술을 수호한다는 것과 더불어 더불어 (독일) 민중에게 공감한다는 내용은 비스마르크 제국과 바이마르 공국, 히틀러치하에서 모두 정치 선전용으로 남용되기도 했다.

## 작품의 배경

### 마이스터징어
16세기는 수공업이 주된 산업이었고, 수공업자들의 조합인 길드, 독일에서는 쭌프트(Zunft)를 통해 교류가 이루어졌다.
마이스터징어 이들을 바탕으로 수공업에도 종사하면서도 노래와 음악을 부흥시켰다. 이들은 주로 교회에서 음악학교를 열어 음악을 가르치고 자신들의 형식에 맞는 노래를 만들어갔다. 선대에서 내려오는 엄격한 형식을 통해 노래를 만들어야 했다. 정해진 주제에는 정해진 가락을 써야 하고 운율과 특별한 법칙에 맞는 노래를 불러야 했으며, 그렇지 않으면 "틀린"노래가 된다.

## 등장인물
- 한스 작스(Hans Sachs) - 구두 제조업자, 베이스 또는 바리톤
- 파이트 포그너(Veit Pogner) - 금세공업자, 베이스
- 지크투스 베크메서(Beckmesser) - 시의 서기, 베이스
- 에바(Eva) - 포그너의 딸, 소프라노
- 막달레나 - 에바의 하녀, 메조소프라노
- 발터 폰 슈톨칭 - 에바의 구혼자, 테너
- 다비트(David) - 한스 작스의 견습공, 테너
- 쿤츠 포겔게장 - 모피상, 테너
- 콘라드 나흐티갈 - 대장장이, 베이스
- 프리쯔 코트너 - 제빵업자, 베이스
- 발터자르 쵸른 - 주석 세공업자, 테너
- 울리히 아이슬링거 - 향료업자, 테너
- 아우구스틴 모오저 - 양복업자, 테너
- 헤르만 오르테르 - 비누 장사, 베이스
- 한스 슈바르츠 - 양말장사, 베이스
- 한스 포르츠 - 구리 세공업자, 베이스
- 여러 조합의 남녀 시민, 도제, 아가씨들, 군중, 야경꾼 등.

한스 작스는 실제 마이스터징어이며 구두 제조업자로 유명한 실존 인물을 모델로 그리고 있다. 지크투스 베크메서가 악역인데, 당시 바그너에게 미운소리를 하던 평론가 에두아르트 한슬리크를 비꼬아 만들었다.

## 악기편성
피콜로, 플루트2, 오보에3, 클라리넷3, 바순3, 호른4, 트럼펫3, 트롬본3, 튜바, 팀파니, 심벌즈, 트라이앵글, 글로켄슈필, 오르간, 작은북, 하프2, 현5부
- 무대 뒤, 별도: 호른3, 트럼펫6, 군악대용 작은북, 류트, 뿔피리 호른, 구두와 구두 수선기구

## 연주시간
- 전주곡: 10분, 1막: 1시간 10분, 2막: 1시간, 3막: 2시간, 총 4시간 25분

## 줄거리

### 1막
무대: 뉘른베르크에 있는 성 카테리네 교회
1장: 장대한 서곡과 함께 교회의 합창이 이어지며 미사가 끝난다. 갓 도착한 젊은 기사 발터 폰 슈톨징(Walter von Stolzing)이 사랑에 빠진 에바를 찾는다. 에바와 결혼하기 위해서는, 그 다음날인 성 요한 축일에 치러지는 마이스터징어 대회의 우승자가 되어야 된다는 것을 듣고, 발터는 대회에 참가하기로 결심한다.
2장: 다비드는 마이스터징어는 대대로 내려온 엄격한 형식에 따라 시와 노래를 만들어 노래를 붙여야만 된다는 것을 설명한다. (여기에 나오는 가락은 실제 전통적으로 내려오는 마이스터징어의 가락이다.)
3장: 이윽고 심사위원들을 뽑는 예비 모임이 모이고 에바의 아버지 포그너는 예술의 진정한 부흥을 위하여 이번 마이스터징어 우승자에게 자신의 전 재산과 딸을 주기로 한다. 그러나 결혼 상대자로서 딸의 선택권에 대한 이야기와, 민중들도 심사에 참여해야 한다는 한스 작스의 의견이 나온다. 포그너는 발터를 조합(Zunft)에 소개하기 위해 발터를 데려오나, 에바를 노리고 출전하는 마을 서기인 베크메서는 발터를 기분나빠한다. 발터는 이들 앞에서 노래를 하는데 기존의 마이스터징어의 훈련을 받지 않아 진심으로 사랑 노래를 부르지만 워낙 파격적인 형식 때문에 심사위원들에게 노래를 중단받고 실격된다.

### 2막
- 뉘른베르크의 거리

작스의 공방의 노래로 시작되고, 포그너와 에바가 산책하면서 승자와 결혼해야 하는 이야기를 하게 된다. 에바는 막달레나로부터 기사인 슈톨징이 떨어졌다는 이야기를 듣고 작스에게 도움을 청하려 하지만 실망하고 만다. 작스는 슈톨칭이 이해할 수 없는 새로운 형식이지만 진심어린 노래를 불렀음을 알며 그가 배척받는 것을 두고 고민한다. 슈톨징은 에바에게 도피하자고 제한하며 베크메서가 에바에게 청혼하러 온다. 작스는 이를 모두 간파하고 베크메서를 방해하기 위한 노래를 한다.
다비트를 비롯한 젊은 참가자들은 휴식 시간을 이용해 가게 셔터를 내리고 각자 연습에 열중한다. 다비트는 여자 친구 마그달레네(Magdalena)에게 오전의 경연대회에서 발터가 형편없는 점수를 받았다고 얘기를 해준다. 마그달레네는 쏜살같이 에바에게 이 소식을 전한다. 에바와 발터는 어차피 정당하게 결혼하지 못할 것이라고 생각해 가출할 계획까지 세운다. 한스의 구둣방에서 에바와 마그달레네가 옷을 서로 바꿔 입는다. 다른 사람들이 에바를 알아보지 못하게 하기 위해서다.
저만치서 에바(실은 마그달레네)의 모습을 본 심사위원장 베크메서는 1등 상품 에바에게 할 얘기가 있어 구둣방으로 따라 들어온다. 에바를 짝사랑하는 베크메서는 이참에 에바에게 사랑을 고백하려고 따라 들어온 것이다. 그는 창문에 기대 서 있는 에바(실은 마그달레네)를 보고 세레나데를 부른다. 베크메서가 노래경연에서 부를 노래다. 베크메서는 심사위원이지만 자기도 노래경연에 참가해 1등을 차지할 계획이라고 말하며 그래야 예쁜 에바와 결혼할 수 있지 않겠느냐고 기염을 토한다.
마침 또 다른 심사위원인 구두장이 한스 작스가 들어와 이 모습을 보고는 베크메서에게 자기가 그 노래를 심사할 텐데 만일 노래를 잘못 부르면 망치로 구두 작업대를 한 번씩 치겠다고 말한다. 저녁을 먹은 뒤 노래 경연이 다시 시작된다. 베크메서가 출전해 노래를 부르지만, 자꾸 틀리는 바람에 한스 작스의 망치 소리가 쉬지 않고 들린다. 그런데 다비트가 가만히 보니 베크메서가 자기 애인 마그달레네(실은 에바)에게 세레나데를 부르는 것이 아닌가? 화가 치민 다비트는 치즈 덩어리를 있는 대로 집어 들어 베크메서에게 던진다.
베크메서는 세레나데를 부르지만 작스는 틀린 곳을 수도 없이 지적하게 되고 결국 사람들이 모여들어 대혼란이 일어나고 뉘른베르크의 거리는 온통 싸움판이 된다.

### 3막
- 1장: 작스의 작업장
- 2장: 뉘른베르크의 거리

한스 작스 구둣방에 아침이 찾아온다. 한스는 노래경연에 출전하는 자기 가게의 수습공 다비트에게 노래 레슨을 해주고 있다. 다비트를 내보낸 한스는 만사 웃기는 세상이라는 의미에서 「미쳤지! 미쳤어! 모두 바보들이야!(Wahn! Wahn! Überall Bahn!)」라는 재미있고도 심오한 노래를 부른다. 잠에서 깬 발터가 꿈에서 기막히게 멋진 노래를 알게 되었다고 한스에게 말한다. 한스는 어디 한 번 불러보라고 하고는 발터가 부르는 노래를 받아 적는다. 한스는 발터가 꿈에서 배웠다는 노래라면 우승은 문제없다고 생각한다. 이들이 방을 나서자 마침 노랫소리를 듣고 방으로 숨어든 베크메서가 발터의 노래를 적은 악보를 몰래 집어간다. 자기가 이 노래를 불러 우승을 차지하겠다는 속셈이다. 베크메서가 악보를 슬쩍 한 사실을 알고 있는 한스는 아무리 그래도 기본적으로 노래 실력이 없으니 걱정할 것 없다고 생각해 악보를 선물로 준 셈 치기로 한다.
에바는 아버지에게 구두를 수선해야 한다는 핑계를 대고는 발터가 어떤지 궁금해 그를 만나러 구둣방으로 찾아온다. 발터가 꿈에서 배운 노래를 들려주자 에바는 멋진 노래에 넋이 나갈 지경이다. 한편 한스는 다비트의 수습 딱지를 떼어주고 마그달레네와 결혼하도록 해준다. 행복에 겨운 이들은 노래경연장으로 향한다. 저 멀리 초원에서 노래와 춤이 흥겹게 펼쳐진다. 노래조합 사람들의 행렬도 볼 만하다. 오늘의 심사위원 한스가 첫 번째 참가자를 소개한다.
베크메서다. 그런데 한스의 구둣방에서 입수한 악보를 절반밖에 외우지 못해 결국 엉망으로 노래를 부르다가 “땡” 소리와 함께 내려간다. 화가 치민 베크메서는 실은 이 노래를 심사위원 한스가 작곡했다고 소리치며 자기가 노래를 못 부른 것은 전부 한스 탓이라고 말한다. 한스는 “노래가 무슨 죄가 있느냐? 잘못 부른 것이 죄지!”라고 하면서 다음 참가자 발터를 소개한다. 발터가 무대에 올라와 기가 막히게 노래를 부른다. 관객들은 넋이 나간다. 대상을 차지한 발터는 에바와 결혼할 자격을 얻었을 뿐 아니라 명가수로서 명가수노래조합에 가입할 수 있게 되었다. 모두 박수를 보낸다

## 참고 문헌
- The Opera Goer's Complete Guide by Leo Melitz, 1921 version.
- Warrack, John (1994) Die Meistersinger Von Nurnberg (Cambridge Opera Handbooks) Cambridge University Press ISBN 0-521-44895-6